# Хииденсало, Олли
Олли Хииденсало (фин. Olli Hiidensalo; род. 2 февраля 1991, Нумми-Пусула, Уусимаа) — финский биатлонист. Член сборной Финляндии с 2013 года.

## Результаты
Хииденсало участвовал на 3 юниорских чемпионатах мира. Лучший результат — 4 место в эстафете в 2010 году на первенстве мира в Торсбю.

### Кубок мира
Биатлонист дебютировал на Кубке мира в сезоне 2013/2014 в шведском Эстерсунде. В первой же своей гонке Хииденсало сумел набрать очки в зачет Кубка мира. В индивидуальной гонке он финишировал 30-м.
- 2013/2014 — 88-е место (11 очков)

В 2013 году спортсмен принимал участие в чемпионате Финляндии по лыжным гонкам, где занял 14-е место в гонке на 50 км. Также Хииденсало выступал на некоторых гонках в своей стране, которые проводились под эгидой FIS.